# ليديا
المملكة الليدية. ليديا (Lydia) أو لوديا (بحسب القراءة اليونانية) (الآشورية n: Luddu; (باليونانية: Λυδία)) هو اسم أشهر الأقاليم الغربية في آسيا الصغرى قديماً ومعنى الاسم من شقين الشق الأول (ليد: أي القليل في اللغة اليونانية، والشق الثاني هو - يا- مختصر - يار / ير - أي الأرض في اللغة التركية)، ويتوسط الإقليمَ واديا نهري هرموس Hermus وكايستر Cayster، يقال أنها منشأ العملات النقدية، وخلال حكمهم القصير لآسيا الصغرى بين القرنين السابع والسادس قبل الميلاد أثروا بشكل كبير على اليونانيين الأيونييين في الغرب.

## جغرافيا
كان الإقليم يقع في الجنوب الغربي من شبه جزيرة آسيا الصغرى، وأطلق عليها هذا الاسم لأنه قد سكنها الليديون منذ العصر الحديدي، وكانوا من الشعوب الآرية. كان يحدها من الشمال ميسيا، ومن الشرق فريجية، ومن الجنوب وادي مياندر (ويسمي الآن: «بيوك منديرس»)، وكاريا، أما الحد الغربي فكان شاطئ بحر إيجة، وإن كانت المستعمرات اليونانية قد اعتدت علي حدود ليديا، وكانت معظم مدن ليديا مدناً داخلية (بعيدة عن البحر) بما فيها «ساردس» (العاصمة) وثياتيرا وفيلادلفيا التي كانت تقع علي نهر هرموس (Hermus ويسمي حالياً نهر جديز "gediz").

## التاريخ
كانت هذه المقاطعة معتدلة المناخ خصبة التربة وبالتالي كثيفة السكان. كان الليديون قد ملكوا الفراغ الذي سببه تدمير الكيمريين لفريجيا ووضعوا أسس عاصمتهم في في سارد، وبلغت ليديا أوج مجدها في عهد أسرة «ميرماناد» (Mermnad) التي أسسها «غيغس» (حوالي 685- 657 ق م)، عقد جيجز تحالف مع «آشور بانيبال» ملك آشور (669- 633 ق.م.)، ضد الكميريين فهزمهم، ثم نقض تحالفه مع «آشور بانيبال»، وتحالف مع فرعون مصر «بسماتيك الأول» (حوالي 663- 609 ق.م.) لمساعدته علي تحرير مصر من النفوذ الآشوري، ثم قام الكميريون بهجوم علي ليديا، قُتل فيه جيجز، وبقي الكميريين حتى تم طردهم نهائيا في عهد «ألياتس» (alyattes - نحو 610- 565 ق.م.) رابع ملوك أسرة «المرماناد»، وشن «ألياتس» حرباً ضد كايكرزيس (cyaxares) والميديين، ثم عقد معهم صلحاً في 585 ق.م. به أصبح نهر الهالز يشكل الحدود بين ليديا وميديا. (بسبب كسوف الشمس كما يقول هيرودوت)، وطرد السيمريين ووسع حكمه في أيونيا وكان يبدو أنها ستستمر في التقدم تحت حكم ابن ألياتس الغني كرويسوس (المعروف عند العرب باسم «قارون»، مضرب المثل في الثراء الخرافي) حتى جاء الفرس.
حاول كروزوس توسيع حدود مملكته (ليديا) فاعتدى على حدود فارس، التي بدأت قوتها في الظهور في هذه الأثناء، فقام قوروش الكبير بمهاجمة ليديا، وخلع كروزوس، ففقدت ليديا استقلالها السياسي وضمت إلى الإمبراطورية الفارسية وتحولت إلى ولاية فارسية عاصمتها ساردس (Sardes). غزا الإسكندر الكبير آسيا الصغرى في 334 ق.م، ومنها مملكة ليديا، وبموت الإسكندر أصبحت ليديا تحت حكم أنتيجونس (Antigonus) أحد قواد الإسكندر، ثم انتقلت لحكم السلوقيين، وعندما انهزم سلوقس الثاني أمام الرومان في معركة مغنيسيا في 190 ق.م. قدمها الرومان هدية لحليفهم "أومنيس (Eumenes) الثاني ملك برغامس، وفي 133 ق.م. أهدي "أتالوس الثالث" (Attalus) ابن "أومنيس الثاني"، برغامس لروما، فأصبحت ليديا جزءاً من ولاية آسيا الرومانية، وفي عهد الإمبراطور ديوكليتيان (284-305 م) أُعطي إقليم ليديا صفة الإقليم المنفصل وعاصمته ساردس.
وكان الليديون شعبا تجاريا ووفقا لهيرودوت كان لباسهم كاليونانيين، وكانوا أول من يؤسس متاجر تجزئة، واختراعهم للنقود الذي تبناه الإغريق بسرعة لعبت دورا أساسيا في الثورة التجارية التي غيرت حضارة اليونانيين في القرن السادس ق.م.
أصبحت ليديا مستعمرة كان يقطنها كثير من اليهود كما أنه كان فيها عدد من الكنائس قد تأسس. وفي القرن الثاني ق.م. سلمها انطيوخوس الثالث ملك برغامس (1 مك 8:8)، ثم انضمت ليديا إلى الولاية الرومانية التي سميت آسيا (رؤ 1 : 11).

### أرديس وسادياتس
خلف غيغس ابنه أرديس، الذي استأنف نشاطه الدبلوماسي مع آشور وكان عليه أيضًا مواجهة الكيميريين، وهاجم أرديس مدينة ملطية اليونانية الأيونية ونجح في الاستيلاء على مدينة براين، لتبقى براين بعدها تحت الحكم المباشر للمملكة الليدية حتى نهايتها.
لم تدم فترة حكم أرديس طويلًا، وفي عام 637 ق.م، أي في السنة السابعة من حكم أرديس، هاجمت قبيلة تريس التراقية التي هاجرت عبر البوسفور التراقي وغزت الأناضول بقيادة ملكها كوبوس، وبالتحالف مع الكيميريين والليقيين، هاجموا ليديا. هزموا الليديين مرة أخرى ونهبوا للمرة الثانية العاصمة الليدية ساردس باستثناء قلعتها. يُحتمل أن يكون أرديس قد قُتل في أثناء هذا الهجوم الكيميري.
خلف أرديس ابنه سادياتس الذي لم يدم حكمه طويلًا. توفي سادياتس عام 635 ق.م. يُحتمل أنه مات وهو يحارب الكيميريين مثل جده غيغس وربما والده أرديس أيضًا.

### ألياتس
في خضم الاضطرابات الشديدة، خلف سادياتس في عام 635 ق.م ابنه ألياتس الذي حوّل ليديا إلى إمبراطورية قوية.
بعد فترة وجيزة من تولي ألياتس الحكم وفي وقت مبكر من عهده، وبموافقة الآشوريين وبتحالف مع الليديين، دخل السكوثيون بقيادة ملكهم ماديوس إلى الأناضول، وطردوا التريسيين من آسيا الصغرى، وهزموا الكيميريين بحيث لم يعودوا يشكلون تهديدًا، وبعد ذلك، مدّ السكوثيون سيطرتهم إلى وسط الأناضول إلى أن طردهم الميديون أنفسهم من غرب آسيا في عام 590 ق.م. تمت هذه الهزيمة النهائية للكيميريين على يد القوات المشتركة لماديوس، الذي ينسب إليه سترابو الفضل في طرد التيرسيين والكيميريين من آسيا الصغرى، وألياتس، الذي يدعي هيرودوت من هاليكارناسوس وبوليينوس أنه هزم الكيميريين في النهاية.

## اللغة الليدية
اللغة الليدية وهي لغة هندو أوروبية من الفرع الأناضولي، وأغلب النقوش وُجدت من قبل الحفارين الأمريكيين في عاصمتهم ساردس، والأبجدية اليونانية الشرقية هي التي كانت مستعملة.
في عام 1936 أثبت الباحث الإيطالي بييرو ميريجي أنها لغة هندو أوروبية، وفي عام 1959 أثبت مواطنه أونوفريو كاروبا عن طريق دلائل قوية أنها أناضولية لاشتراكها في الخصائص مع البالاي واللووية.